# NGC 2260
NGC 2260 ist ein offener Sternhaufen im Sternbild Monoceros südlich des Himmelsäquators. Er hat einen Durchmesser von 20 Bogenminuten.
Entdeckt wurde das Objekt am 1. Januar 1786 von William Herschel.